# Жан-Поль Раппно
Жан-Поль Раппно́ (фр. Jean-Paul Rappeneau; нар. 8 квітня 1932, Осер, Франція) — французький кінорежисер та сценарист.

## Біографія
Жан-Поль Раппно народився в місті Осері у Бургундії (Франція) 8 квітня 1932 року. В кінематографі уперше з'явився у 1958-му як сценарист і автор діалогів до фільму Іва Робера «Підписано: Арсен Люпен». Режисерську кар'єру починав асистентом режисера на зйомках фільмів Луї Маля «Зазі в метро» та «Приватне життя», де виступив також як співавтор сценарію.
У 1964 року був співавтором сценарію і асистентом режисера Філіппа де Брока на зйомках фільму «Людина з Ріо» з Жаном-Полем Бельмондо у головній ролі. Його ж Раппно зніме в одному зі своїх перших фільмів — «Повторний шлюб» (1971).
У 1973 Раппно знову співробітничає з де Брока і Бельмондо, взявши участь в написанні сценарію до комедії «Надзвичайний».
У 1990 року виходить найуспішніший на сьогодні фільм Раппно — екранізація п'єси «Сірано де Бержерак» Едмона Ростана, з Жераром Депардьє і Венсаном Пересом у головних ролях.
У 2003 режисер знову знімає Депардьє у своєму фільмі — цього разу у стрічці «Щасливої дороги!».
Жан-Поль Раппно — брат сценариста Елізабет Раппно і батько композитора та співака Мартіна Раппно (нар. 5 квітня 1976), а також письменника і сценариста Жульєна Раппно («Париж! Париж!»).

## Фільмографія
Режисер
- 1966 — «Життя багатіїв» / La vie de château
- 1971 — «Повторний шлюб» / Les Mariés de l'an II
- 1975 — «Дикун» / Le Sauvage
- 1981 — «Вогонь і полум'я» / Tout feu, tout flamme
- 1990 — «Сірано де Бержерак» / Cyrano de Bergerac
- 1995 — «Гусар на даху» / Le Hussard sur le toit
- 2003 — «Щасливої дороги!» / Bon voyage
- 2015 — «Зразкова сім'я» / Belles familles

Сценарист
- 1959 — «Підписано: Арсен Люпен» / Signé: Arsène Lupin
- 1960 — «Зазі в метро» / Zazie dans le Métro
- 1962 — «Приватне життя» / Vie privée
- 1962 — «Поєдинок на острові» / Le combat dans l'île (діалоги)
- 1964 — «Людина з Ріо» / L' Homme De Rio
- 1965 — «Казкова пригода Марко Поло» / La fabuleuse aventure de Marco Polo
- 1966 — «Життя багатіїв» / La vie de château
- 1971 — «Повторний шлюб» / Les Mariés de l'an II (і адаптація)
- 1973 — «Надзвичайний» / Le Magnifique
- 1975 — «Дикун» / Le Sauvage
- 1981 — «Вогонь і полум'я» / Tout feu, tout flamme
- 1990 — «Сірано де Бержерак» / Cyrano de Bergerac
- 1995 — «Гусар на даху» / Le Hussard sur le toit
- 2003 — «Щасливої дороги!» / Bon voyage (і адаптація)
- 2015 — «Зразкова сім'я» / Belles familles (з Філіпом Ле Гюе та Жюльєном Раппно)

## Визнання
| Рік                                    | Категорія                                                                  | Фільм              | Результат |
| -------------------------------------- | -------------------------------------------------------------------------- | ------------------ | --------- |
| Премія «Оскар»                         |                                                                            |                    |           |
| 1965                                   | Найкращий сценарій                                                         | Людина з Ріо       | Номінація |
| Приз Луї Деллюка                       |                                                                            |                    |           |
| 1965                                   | Найкращий режисер                                                          | Життя багатіїв     | Перемога  |
| Каннський кінофестиваль                |                                                                            |                    |           |
| 1971                                   | Золота пальмова гілка                                                      | Повторний шлюб     | Номінація |
| 1990                                   | Золота пальмова гілка                                                      | Сірано де Бержерак | Номінація |
| Премія «Сезар»                         |                                                                            |                    |           |
| 1976                                   | Найкращий режисер                                                          | Дикун              | Номінація |
| 1991                                   | Найкращий режисер                                                          | Сірано де Бержерак | Перемога  |
| 1995                                   | «Сезар» «Сезарів»                                                          | Сірано де Бержерак | Перемога  |
| 1996                                   | Найкращий режисер                                                          | Гусар на даху      | Номінація |
| 2004                                   | Найкращий режисер                                                          | Щасливої дороги!   | Номінація |
| 2004                                   | Найкращий оригінальний або адаптований сценарій (разом з Патріком Модіано) | Щасливої дороги!   | Номінація |
| Золотий глобус                         |                                                                            |                    |           |
| 1900                                   | Найкращий фільм іноземною мовою                                            | Сірано де Бержерак | Перемога  |
| Давид ді Донателло                     |                                                                            |                    |           |
| 1991                                   | Найкращий фільм іноземною мовою                                            | Сірано де Бержерак | Перемога  |
| Фестиваль романтичних фільмів у Кабурі |                                                                            |                    |           |
| 2003                                   | Найкращий режисер                                                          | Щасливої дороги!   | Перемога  |

## Громадська позиція
У липні 2018 підтримав петицію Асоціації французьких кінорежисерів на захист ув'язненого у Росії українського режисера Олега Сенцова